# Philadelphia-experiment

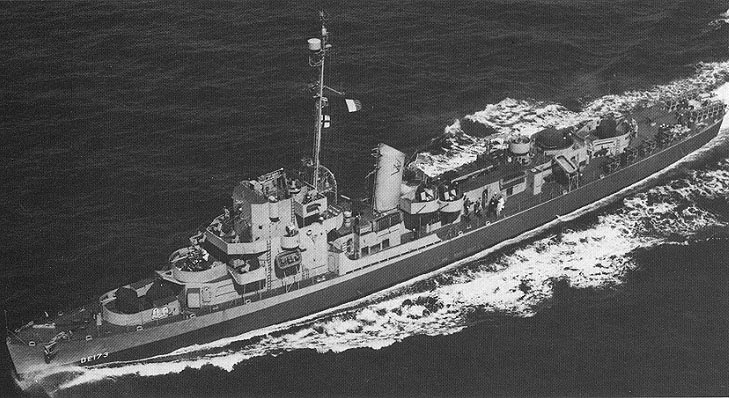
Het marineschip, USS Eldridge (DE-173), rond 1944

Het Philadelphia-experiment is een vermeend Amerikaans marine-experiment in de marinehaven van Philadelphia uit 1943 om (radar)onzichtbaarheid van een marineschip te bewerkstelligen door manipulatie van magnetische velden. Er zouden allerlei vreemde effecten opgetreden zijn, zoals verdwijning van bemanningsleden, tijdreis-effecten en zelfs teleportatie van het schip. Volgens de officiële lezing van de marine is het hele verhaal een opgeklopte mythe.

## Het verhaal
Er bestaan verschillende en soms tegenstrijdige versies van het zogenaamde "experiment". Veel versies van het verhaal bevatten beschrijvingen van ernstige bijwerkingen voor de bemanning. Van sommige bemanningsleden werd gezegd dat ze fysiek versmolten waren met de schotten, terwijl anderen last kregen van psychische stoornissen. Nog anderen zouden gewoon verdwenen zijn tijdens het experiment. Er wordt ook beweerd dat de bemanning van het schip achteraf onderworpen zou zijn aan hersenspoeling, om de geheimhouding van het "experiment" te handhaven.
Het volgende overzicht geeft de belangrijkste punten van het verhaal weer zoals die in de meeste verslagen voorkomen:
Het experiment zou zijn gebaseerd op een aspect van de Unified Field Theory, een term bedacht door Einstein. De Unified Field Theory, ook bekend als 'Theorie van alles' wil de onderlinge verwevenheid beschrijven van de krachten van elektromagnetische straling en zwaartekracht.
Volgens de verslagen werd aangenomen dat een bepaalde versie van de Unified Field Theory de marine in staat zou stellen om met grote elektrische generatoren licht te buigen rond een object zodat het in wezen onzichtbaar werd. Voor de marine zou dit een evidente militaire waarde opleveren, zodat volgens documenten van de boekhouding het experiment werd gefinancierd.
Een andere versie van het verhaal stelt dat de onderzoekers bezig waren met magnetische en zwaartekrachtmetingen van de zeebodem om afwijkingen op te sporen. Volgens deze versie zijn er ook gerelateerde geheime experimenten in nazi-Duitsland te vinden, waar gezocht werd naar antizwaartekracht. Naar verluidt werd dit onderzoek geleid door SS-Obergruppenführer Hans Kammler die spoorloos verdween aan het eind van de oorlog.
In de meeste verslagen over het experiment was de escorte-torpedojager USS Eldridge uitgerust met de benodigde apparatuur in de Philadelphia Naval Yard. Testen begonnen in de zomer van 1943 en werden matig succesvol beschouwd.
Tijdens een proef op 22 juli 1943 zou de Eldridge bijna volledig onzichtbaar geworden zijn. Enkele getuigen meldden een "groene mist" op de plaats waar het schip lag. Bemanningsleden begonnen echter nadien te klagen over ernstige misselijkheid. Ook werd gezegd dat, toen het schip weer zichtbaar werd, er verschillende bemanningsleden vastzaten in het metaal van het schip. Onder hen was een matroos die een dek lager tevoorschijn kwam dan het dek waar hij had gestaan. Zijn hand zat vast in de stalen romp van het schip. Op dat ogenblik, zo wordt in de rapporten gezegd, zou op bevel van de zeemacht het experiment gewijzigd zijn. Het nieuwe doel was nu: de Eldridge onzichtbaar maken voor radar.
Omdat het vermoeden bestond dat er iets aan de meetapparatuur mankeerde, werd het experiment herhaald op 28 oktober 1943. Deze keer zou de Eldridge niet alleen onzichtbaar geworden zijn, maar verdween hij fysiek. In een flits van blauw licht werd hij 'geteleporteerd' naar Norfolk, Virginia, meer dan 200 mijl verderop. Er wordt beweerd dat de Eldridge - op de plaats waar hij verscheen - enige tijd door de bemanning van de SS Furuseth kon worden waargenomen, waarna de Eldridge uit hun gezicht verdween, en vervolgens weer opdook in Philadelphia.
Al deze versies steunen op maar enkele, ook onderling tegenstrijdige, getuigenissen. Geen van al deze getuigenverslagen hebben geleid tot een bevredigende verklaring voor het gebeuren.

## Nasleep
Ondanks de desastreuze gevolgen voor de bemanning van het schip waarop het experiment werd uitgevoerd, ging men daarna volgens sommige schrijvers echter toch in het diepste geheim verder met onderzoek naar deze onverwachte verschijnselen en volgens de geruchten zou men er decennia later nog steeds mee bezig zijn. Nu zou dit project verder gevoerd zijn als het Montauk Project, ook een bekend verhaal in ufo-kringen en bij samenzweringstheoretici.
Resultaten van dit onderzoek zouden o.a. de ufo's zijn die geheime Amerikaanse militaire toestellen zouden zijn die een soort van anti-zwaartekrachtaandrijving gebruiken. Hierna volgden meer schrijvers dit spoor en werd het een vaak geciteerd verhaal in vele sensatieboeken.

## Boek
Dit vermeende experiment uit de oorlog werd breed uitgemeten door de sensatieschrijver Charles Berlitz in samenwerking met William Moore in hun boek The Philadelphia Experiment. In dit boek wordt verhaald dat het experiment, bekend als Project Rainbow, in dezelfde categorie viel als het Manhattanproject. Aan Project Rainbow zouden o.a. Albert Einstein en Nikola Tesla hun geheime medewerking hebben verleend. Einstein omdat hij volgens het verhaal zijn speurtocht naar een verenigde veldtheorie, die een relatie legt tussen elektromagnetisme en zwaartekracht, succesvol voltooid zou hebben. Volgens de wetenschap echter is Einstein hier nooit in geslaagd. Tesla omdat hij een expert was op het gebied van elektriciteit en magnetisme, maar volgens de officiële geschiedschrijving was Tesla in de jaren veertig allang niet meer actief bezig met wetenschap en bovendien al ernstig verzwakt door zijn hoge leeftijd (hij overleed in 1943).
Het boek van Charles Berlitz werd in 1984 verfilmd door regisseur Stewart Raffill.

## Strip
Deze gebeurtenis maakt een kort optreden in het Suske en Wiske-album 307 De Rillende Rots, waarin Wiske verdwijnt nadat ze geraakt wordt door de bliksem.